# Clinton (Missouri)
Clinton – miasto w Stanach Zjednoczonych, w stanie Missouri, siedziba administracyjna hrabstwa Henry.
Liczba mieszkańców w 2000 roku wynosiła 9311.

## Klimat
Miasto leży w strefie klimatu subtropikalnego, umiarkowanego, łagodnego bez pory suchej i z gorącym latem, należącego według klasyfikacji Köppena do strefy Cfa. Średnia temperatura roczna wynosi 13,0°C, a opady 1054,1 mm (w tym 38,9 cm śniegu). Średnia temperatura najcieplejszego miesiąca - lipca wynosi 26,1°C, natomiast najzimniejszego stycznia -3,1°C. Najwyższa zanotowana temperatura wyniosła 47,8°C, natomiast najniższa -35,0°C. Miesiącem o najwyższych opadach jest maj o średnich opadach wynoszących 137,2 mm, natomiast najniższe opady są w styczniu i wynoszą średnio 40,6.